# Miquelon (eiland)
Miquelon (ook: Grande Miquelon) is een van de drie eilanden van de gemeente Miquelon-Langlade in het Franse overzeese gebied Saint-Pierre en Miquelon. Het beslaat een oppervlakte van 110 km² (53,6% van het hele gebied) en heeft 690 inwoners (census 2007). De bevolkingsdichtheid bedraagt 6 inw./km².

## Geografie
Miquelon is het grootste van de twee eilanden, en is via een tombolo (lange, dunne strook zandduinen) verbonden met het andere: Langlade (ook wel Petite Miquelon genoemd). Het kleine eilandje ten noorden van Miquelon, Le Cap, wordt tot Miquelon zelf gerekend.
In het zuiden is er een grote lagune aanwezig, het Grand Barachois, die een broedplaats is voor zeevogels en een rustplaats voor zeehonden. Miquelon is daarom een bekende locatie voor ornithologie en de vogelarij.

## Naamgeving
De naam Miquelon is van Baskische oorsprong, en betekent Michael. Dit was de naam van vele vissers die op het eiland verbleven. In 1579 verschenen voor het eerst de namen Micquetõ en Micquelle in een navigatieboek van de Franse marinier Martin de Hoyarçabal. Deze naam evolueerde gedurende de eeuwen van Miclon en Micklon tot Miquelon.